# Benbrook Glacier
Benbrook Glacier är en glaciär i Antarktis. Den ligger i Östantarktis. Australien gör anspråk på området. Benbrook Glacier ligger 1 395 meter över havet.
Terrängen runt Benbrook Glacier är kuperad åt nordost, men åt sydväst är den bergig. Trakten är obefolkad. Det finns inga samhällen i närheten.